# Asalto y saqueo de San Nicolás
El asalto y saqueo de San Nicolás en octubre de 1812 fue una de las acciones principales efectuadas por la escuadra realista sobre las riberas de las Provincias Unidas del Río de la Plata en procura de abastecimientos para la ciudad de Montevideo y en hostigamiento del territorio que luchaba por su emancipación.

## Historia
Al producirse la Revolución de Mayo de 1810, el Río de la Plata se convirtió pronto en uno de los epicentros del conflicto al conservar los realistas el dominio de los ríos con base en el apostadero naval en la plaza fuerte de Montevideo.
A fines de julio de 1812 dos corsarios lograron pasar inadvertidos la batería de Punta Gorda al mando del alférez de la artillería, patriota Francisco Portilla. El 31 de julio, los corsarios llegaron a la boca del Río Colastiné capturando varios buques mercantes que descendían del Paraguay. A la altura de la Bajada del Paraná el 4 de agosto la sumaca Dolores transportando 60 hombres del Regimiento de Patricios al mando del teniente coronel Benito Álvarez consiguió recuperar la mayor parte del convoy y poner en fuga a la escuadrilla enemiga.
En la madrugada del 9 de octubre de 1812 la escuadrilla realista al mando de Manuel Monteverde reforzada a cinco buques ancló en el puerto de San Nicolás de los Arroyos y a las 7 de la mañana desembarcó una división de 150 hombres con siete piezas de artillería volante por 2 puntos de la costa. 
El comandante de milicias de la plaza teniente Juan Correa había enviado 19 hombres en seguimiento de buques que se dirigían al Rosario, por lo que ante escaso de sus efectivos se retiró tras intentar evacuar a la mayor cantidad de familias posibles del pueblo y se limitó a observar desde la distancia, con el objetivo de hostilizar cualquier salida que efectuara en partidas el enemigo. 
El asalto de San Nicolás se redujo a una acción de saqueo y destrucción de la villa que se mantuvo hasta las cinco de la tarde: «Forzaron a cañonazos una de las puertas del templo y entraron dentro, y se robaron el copón, un incensario y todas las albas. No ha quedado casa, tienda ni pulpería que no haya sido robada, géneros, alhajas, y quanto había se lo llevaron. En lo de Warnes rompieron quanto pudieron cargar y últimamente le llevaron una criada».
En esas circunstancias fue muerto a bayonetazos, después de recibir un culatazo en la cabeza por los marinos de la escuadrilla española, el doctor Miguel Antonio Escudero de Rozas, presbítero del pueblo, aun después de haber entregado todos los bienes que poseía. 
Al día siguiente, sábado 10 de octubre, la escuadra partió rumbo a Montevideo, cruzándose con una segunda escuadrilla compuesta de un bergantín, una goleta y un falucho, que subía el Río de la Plata rumbo al Paraná. Tras bombardear la ciudad, efectuaron un nuevo desembarco de cien hombres con diez piezas de artillería, terminando de destruir el poblado y partiendo el día 11 rumbo a Rosario.
En la Gaceta del 16 de octubre de 1812 se reproduce el parte del comandante de San Nicolás, Juan Correa, y en El Grito del Sud, en su edición del martes 12 de octubre de 1812, una carta del cura Mariano Gadea relatando los hechos del que «fue para este pueblo día de confusión y de llanto».